# Кастрільйо-де-Оньєло
Кастрільйо-де-Оньєло (ісп. Castrillo de Onielo) — муніципалітет в Іспанії, у складі автономної спільноти Кастилія-і-Леон, у провінції Паленсія. Населення — 119 осіб (2010).
Муніципалітет розташований на відстані близько 170 км на північ від Мадрида, 26 км на південний схід від Паленсії.

## Демографія
Динаміка населення (INE ):